# محمد الأمير
محمد الأمير (14 فبراير 1970  - 22 ديسمبر 2009 )، ممثل كويتي. بدأ مسيرته الفنية عام 1992 كممثل في المسرح ثم إتجه إلى الدارما التلفزيونية وقدم عدداً من المسلسلات. كما إتجه إلى الإنتاج السينمائي وقدم فيلم الدنجوانة. توفى في 22 ديسمبر 2009 بسبب سكتة قلبية.

## أعماله

### المسلسلات
- 1999: دروب الشك.
- 1999: الدردور.
- 2000: السرايات.
- 2000: مطبات.
- 2000: حكايات كويتية.
- 2001: من يقتل الأحلام.
- 2001: بيت بلا أبواب.
- 2001: القدر المحتوم.
- 2002: لعبة القدر.
- 2002: الآهات.
- 2002: سهم الغدر.
- 2003: ناس وناس.
- 2004: الدار.
- 2004: دنيا القوي.
- 2004: للحياة وجه آخر.
- 2005: بلا قيود.
- 2005: غربة مشاعر.
- 2006: جادة 7.
- 2007: بلاغ للرأي العام.
- 2007: زهور عمري.
- 2009: إمرأة وأخرى.
- 2009؛ أسرار القلوب.

### المسرحيات
- 1992: سيف العرب.
- 2005: جمعان والآمريكان.

### السينما
- 2005: جسوم أي شي. انتج ولم يعرض بعد
- 2009: الدنجوانة.

## روابط خارجية
- محمد الأمير على موقع قاعدة بيانات الأفلام العربية